# Le Pont de l'Europe
Pour les articles homonymes, voir Pont de l'Europe.
 (avril 2022).
Le Pont de l’Europe est une des deux œuvres à sujet urbain de Gustave Caillebotte, lors de la troisième exposition impressionniste en 1877 chez Durand-Ruel dont celle qui est actuellement conservée dans la collection du Petit Palais de Genève. Caillebotte donne le tableau à Eugène Lami en 1878, et en 1956 sa petite fille Blanche Lami le vend aux enchères, c'est le collectionneur Oscar Ghez qui l'acquiert pour sa collection de Genève.
Ce tableau date de 1876, il est signé en bas à droite (G. Caillebotte). Il existe une autre version plus petite de ce tableau sans le chien, une esquisse de la toile de Genève, conservée celle-ci au musée des beaux-arts de Rennes.

## Contexte
L'élargissement des voies de chemin de fer en 1895 fit complètement disparaître la place de l'Europe qui fut recréée sur l'immense viaduc réalisé en 1863 par l'ingénieur Jullien.
Ce viaduc avec ses entretoises en forme de X inspira également Claude Monet. Construit entre 1865 et 1868, il ouvre sur le nouveau quartier de la Gare Saint-Lazare, entièrement remodelé par le nouveau réseau ferroviaire. La construction métallique en x du pont est faite d’un faisceau de diagonales qui ouvrent vers le lointain, celui des boulevards haussmanniens.

## Histoire du tableau
La peinture de Caillebotte se divise en deux périodes : la période réaliste (proche de la peinture de Manet) et la période impressionniste (avec des empâtements plus visibles) . Le Pont de l’Europe s’inscrit dans la première période de nouveau réalisme et le sujet est alors totalement lisible et de facture lisse.
La scène se déroule près de la gare Saint-Lazare par une matinée de printemps. La lumière rendue est pâle et vive à la fois. Elle vient de la droite du tableau et passe entre la structure du pont en projetant des ombres aux tonalités grises et bleutées. Le peintre joue sur les contrastes de couleurs[réf. nécessaire]. L'œuvre est coupée en deux. À gauche, le trottoir clair et les bâtiments haussmanniens contrastent avec les promeneurs en habits noirs, tandis que dans la partie droite le costume gris clair de l'ouvrier se détache de la structure sombre du pont. Le format rectangulaire de l’œuvre pourrait offrir un grand angle de vue mais tasse les figures. 
Caillebotte utilise ici deux points de fuite[réf. nécessaire], le principal se situant sur la tête de l'homme au chapeau haut de forme. Les lignes du pont, des bâtiments, du trottoir, l'ombre du chien convergent vers ce point de fuite. Or celui-ci contrairement aux règles de perspective[réf. nécessaire], ne se situe pas sur une ligne d’horizon à mi-hauteur du tableau. Il n’est pas non plus centré mais se trouve dans le tiers gauche du tableau ce qui donne une perspective oblique[Quoi ?]. Les distances s’en trouvent écrasées et les échelles sont faussées[réf. nécessaire]. L'espace du tableau se resserre à mesure que l’on y pénètre. L'homme au chapeau haut de forme est probablement le peintre lui-même, il existe en effet une photo de lui prise par son frère dans la même position(ti).
L’homme au haut de forme, la femme et l'ouvrier de dos forment une diagonale qui masque le reste du trottoir.
D'autre part, le regard est très rapidement entraîné vers le point de fuite, c’est-à-dire vers le fond du tableau. Rien n’empêche le spectateur d’y accéder, il n’y a pas d’obstacles. Au contraire, le chien au premier plan semble accélérer ce mouvement avec l’homme marchant en sens contraire. Il pénètre dans le tableau d’un pas rapide, son corps ainsi que son ombre sont dans l’alignement des lignes de fuite. La perspective accélérée met en valeur la fonction du pont : le mouvement fluide et rapide des usagers de la gare Saint-Lazare. On peut supposer que Caillebotte s'est aidé de la photographie pour cette œuvre comme il l'a fait avec Rue de Paris : temps de pluie peinte la même année. En effet, le peintre utilise ici cet outil non comme moyen de capter la réalité mais pour lui donner un nouveau regard, un nouveau point de vue sur le monde qui l’entoure. Selon des recherches de K. Varnedoe et P. Galassi, pour ses dessins préparatoires, le peintre aurait utilisé un objectif à grand angle (24 mm) qui « élargit les premiers plans et accélère vertigineusement la profondeur de champ ».
Caillebotte adopte un point de vue impossible en réalité. On vacille entre la plongée (vue du dos du chien) et un point de vue plus frontal (les immeubles).[réf. nécessaire] La présence du deuxième point de fuite au niveau de la tête de l’ouvrier[réf. nécessaire] en blouse grise accentue encore cet effet d’irréalité. 
La composition asymétrique du tableau reprend le motif principal de l’œuvre : le croisement métallique des structures du pont. À partir du point de fuite principal, on distingue une composition en X avec les deux barres inférieures du X comme lignes de force.
On note une géométrisation rythmée par le pont qui donne une certaine rigueur à l’ensemble. La structure en treillis des poutres de fer laisse apparaître des espaces vides dans lesquels on aperçoit des détails ferroviaires (cheminots, portion de voie ferrée…).
Le pont prend ici une place démesurée par rapport au vide qu’il laisse au premier plan. Il apparaît comme gigantesque et on perçoit la force de sa structure. Il donne du dynamisme à l’ensemble. Il incarne le pouvoir de l’industrie et la violente transformation de Paris.
Le parapet du pont sert ici de rambarde pour les ouvriers.[pertinence contestée]
- Si vous ne connaissez pas le sujet, laissez ce bandeau (vous pouvez alors contacter les auteurs).
- Si vous supprimez le contenu mis en cause (vous pouvez préalablement contacter les auteurs),

argumentez précisément cette suppression dans la page de discussion
(un manque de référence n'est pas un argument ; une recherche réelle de référence doit avoir été effectuée, être formellement documentée).
La composition en X sert aussi au peintre à marquer les différences sociales de ses protagonistes[Interprétation personnelle ?]. La ligne inférieure gauche est réservée aux bourgeois. On retrouve l’homme au haut de forme et derrière l’épaule de celui-ci, un homme au chapeau melon. La barre inférieure droite marquée par le parapet du pont est occupé par des ouvriers (accoudé au parapet ou marchant de dos). 
Caillebotte insiste sur la facilité des échanges dans ce nouveau milieu urbain. Deux catégories sociales peuvent se retrouver au même endroit. Mais là où l’on serait tenté de croire que les populations se mélangent, le peintre nous rappelle qu’il s’agit là d’une simple coexistence en séparant les deux groupes par une large portion du pont.[Interprétation personnelle ?]
Les ouvriers sont près du pont. Celui en blouse grise regarde vers la gare, vers les trains, les machines. Il regarde vers le milieu ouvrier, vers l’industrie du travail. Celui qui s’éloigne observe quant à lui les poutrelles en référence à la sidérurgie. Ils ne peuvent pas avoir de détachement par rapport à cette révolution industrielle car elle fait partie de leur environnement direct et familier.[Interprétation personnelle ?]
Les bourgeois possèdent une autre vision de la scène. Ils se tiennent loin du bord du pont et observent ce qu’il y a autour d’eux. Ils ont un pas rapide et marchent vers un but précis. L’homme au chapeau haut de forme est typique de cette époque. Il est ce qu’on appelle un flâneur c’est-à-dire un homme aux bonnes manières et aux beaux vêtements qui semble marcher oisivement alors qu’il observe et critique le monde qui l’entoure. Caillebotte se reconnaît dans ce profil et c’est sans doute pour cela qu’il lui donne ses traits.[Interprétation personnelle ?]
Les deux classes sociales sont marquées ici par trois critères : la position dans le tableau, l’allure et le costume.[Interprétation personnelle ?]
Malgré cela, il règne un calme serein entre les deux catégories.
La distance entre les deux est comblée par une jeune femme à l’ombrelle. Le flâneur, qui est légèrement devant elle, la regarde et elle lui rend son regard. Il y a alors deux possibilités. Soit elle l’accompagne soit elle marche seule, ce qui ne respecte pas les mœurs du XIXe siècle qui veulent qu’une jeune fille de la bonne société sorte toujours accompagnée. Auquel cas on peut supposer que c'est une demi-mondaine, ou cocotte (qui se fait entretenir par des hommes fortunés).[Interprétation personnelle ?] Le quartier de l'Europe était à l’époque connu aussi pour l’importance de la prostitution, ou bien il s'agit d'une jeune femme des milieux émergents de la classe moyenne, moins corsetés par les conventions sociales. Cette jeune à l’ombrelle se situerait ainsi entre les deux classes sociales bourgeoise et ouvrière.

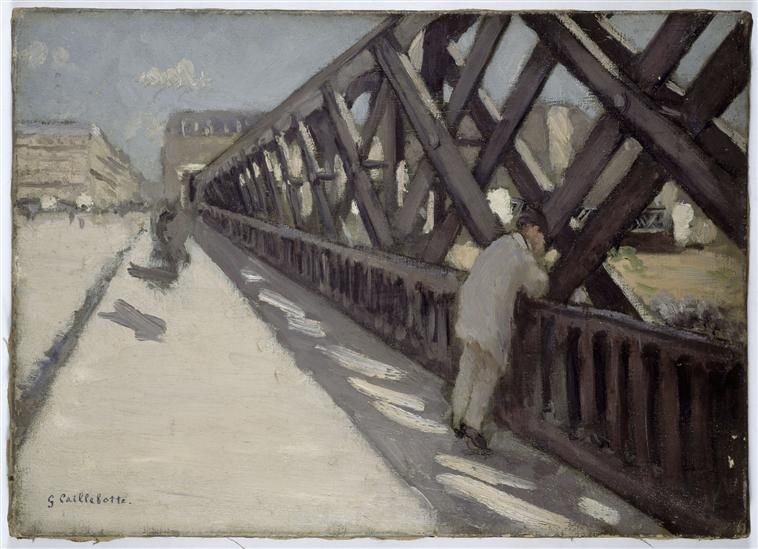
Esquisse 1876, musée des beaux-arts de Rennes.
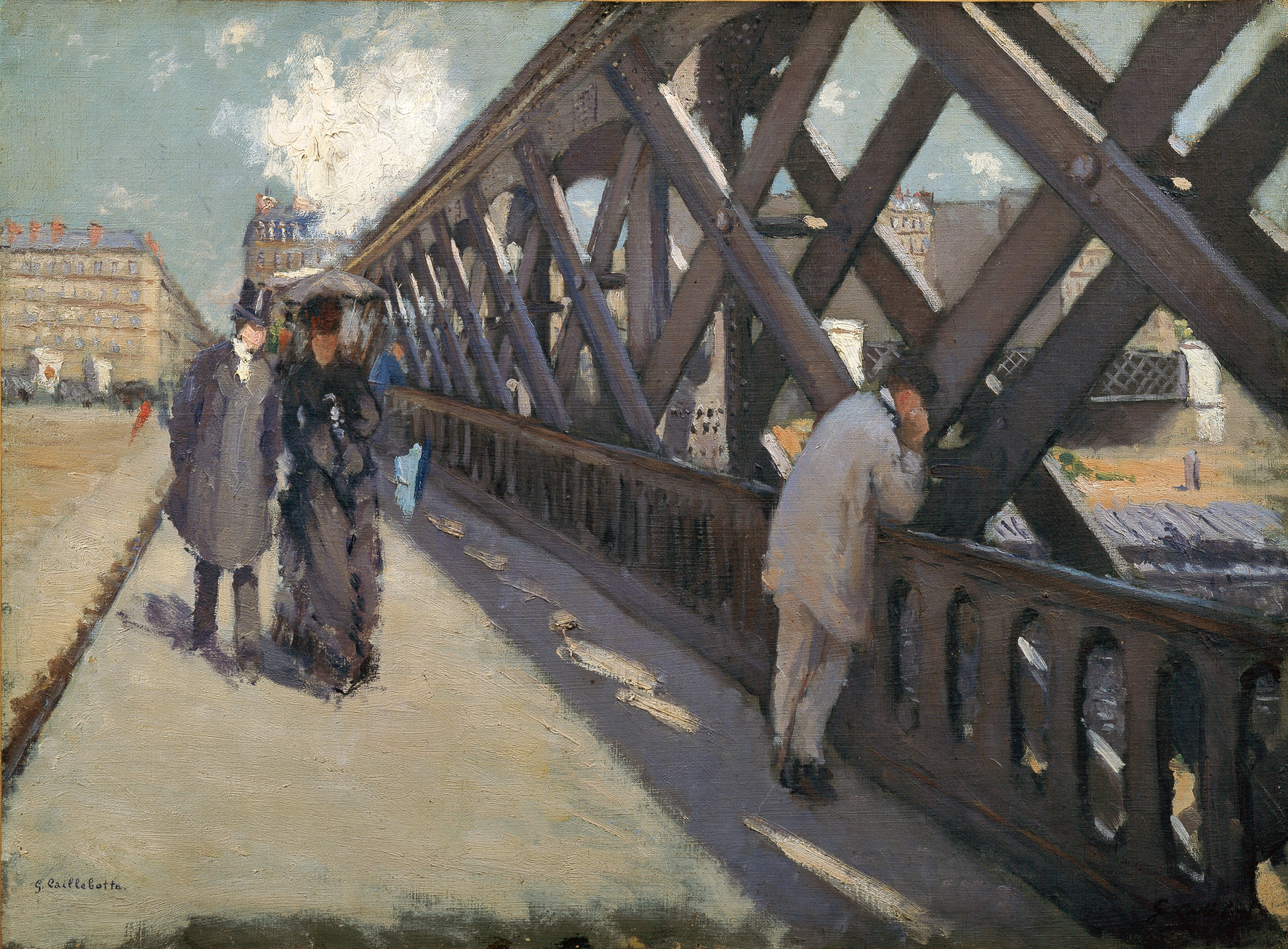
Esquisse, vers 1876, coll. part.
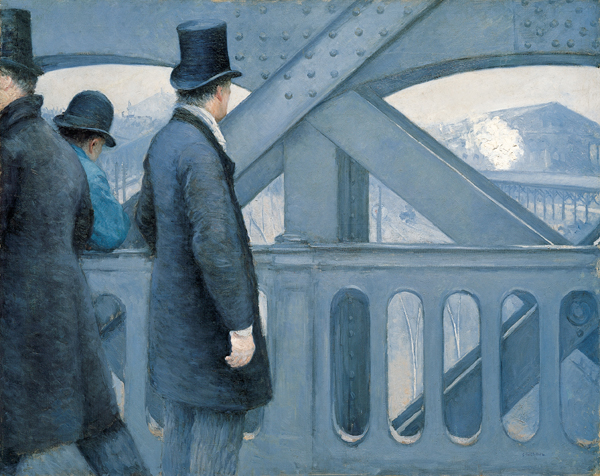
Sur le Pont de l'Europe (1877) Kimbell Art Museum.
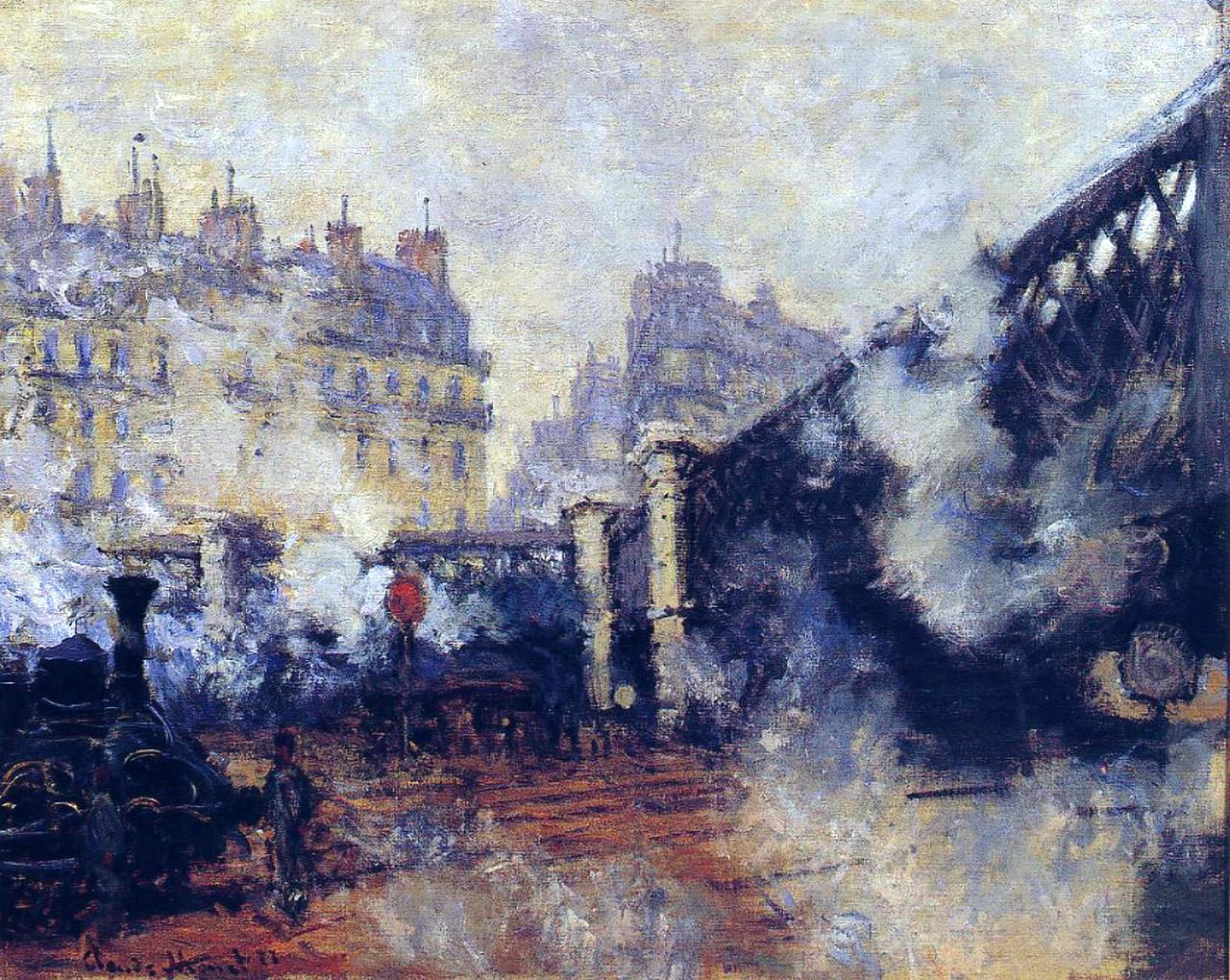
Claude Monet, Le Pont de l'Europe, gare Saint-Lazare, 1877, musée Marmottan.